# Army Men: Air Attack 2
Army Men: Air Attack 2 (Army Men: Air Attack - Blade's Revenge tại châu Âu cho phiên bản PlayStation 2 và Army Men: Air Combat - The Elite Missions cho phiên bản GameCube) là trò chơi điện tử thuộc thể loại bắn súng góc nhìn thứ ba được hãng The 3DO Company phát triển và phát hành cho hệ máy PlayStation, PlayStation 2 và GameCube. Đây là phần tiếp theo của Army Men: Air Attack.

## Lối chơi
Tiếp nối các sự kiện trong Army Men: Air Attack và những phiên bản Army Men tiền nhiệm, người chơi điều khiển một chiếc trực thăng của phe Green chống lại phe Tan, hợp tác với nhân vật William Blade để đánh bại kẻ thù của họ. Người chơi có thể mở khóa các khả năng và vũ khí bằng cách thu thập nhựa. Game có chế độ nhiều người chơi cộng tác và tranh tài lẫn nhau. Người chơi được đi cùng với các phi công phụ, mỗi người đều có một vũ khí phụ đặc biệt dành riêng cho họ.

## Đón nhận
| Các điểm số đánh giá Xuất bản phẩm Điểm số GC PS PS2 AllGame Kh. sẵn có [ 4 ] [ 5 ] EGM Kh. sẵn có 7/10 [ 6 ] 7.83/10 [ 7 ] [ a ] Game Informer Kh. sẵn có 1/10 [ 8 ] 3.5/10 [ 9 ] Game Revolution Kh. sẵn có Kh. sẵn có B− [ 10 ] GameFan Kh. sẵn có 75% [ 11 ] [ b ] Kh. sẵn có GameSpot Kh. sẵn có 7.2/10 [ 12 ] 6.7/10 [ 13 ] GameZone 5.8/10 [ 14 ] Kh. sẵn có Kh. sẵn có IGN 3.5/10 [ 15 ] 8.2/10 [ 16 ] 7/10 [ 17 ] Next Generation Kh. sẵn có [ 18 ] [ 19 ] Nintendo Power 3.3/5 [ 20 ] Kh. sẵn có Kh. sẵn có OPM (Hoa Kỳ) Kh. sẵn có [ 21 ] [ 22 ] The Cincinnati Enquirer Kh. sẵn có Kh. sẵn có [ 23 ] Điểm số tổng gộp Metacritic 46/100 [ 24 ] 74/100 [ 25 ] 75/100 [ 26 ] |            |            |            |
| Các điểm số đánh giá |            |            |            |
| Xuất bản phẩm | Điểm số    | Điểm số    | Điểm số    |
| Xuất bản phẩm | GC         | PS         | PS2        |
| AllGame | Kh. sẵn có | [ 4 ]      | [ 5 ]      |
| EGM | Kh. sẵn có | 7/10       | 7.83/10    |
| Game Informer | Kh. sẵn có | 1/10       | 3.5/10     |
| Game Revolution | Kh. sẵn có | Kh. sẵn có | B−         |
| GameFan | Kh. sẵn có | 75%        | Kh. sẵn có |
| GameSpot | Kh. sẵn có | 7.2/10     | 6.7/10     |
| GameZone | 5.8/10     | Kh. sẵn có | Kh. sẵn có |
| IGN | 3.5/10     | 8.2/10     | 7/10       |
| Next Generation | Kh. sẵn có | [ 18 ]     | [ 19 ]     |
| Nintendo Power | 3.3/5      | Kh. sẵn có | Kh. sẵn có |
| OPM (Hoa Kỳ) | Kh. sẵn có | [ 21 ]     | [ 22 ]     |
| The Cincinnati Enquirer | Kh. sẵn có | Kh. sẵn có | [ 23 ]     |
| Điểm số tổng gộp |            |            |            |
| Metacritic | 46/100     | 74/100     | 75/100     |

Phiên bản PlayStation 2 nhận được "đánh giá chung là tích cực", và phiên bản PlayStation nhận được đánh giá trên mức trung bình, trong khi Air Combat - The Elite Missions nhận được "đánh giá chung là không thuận lợi", theo trang web tổng hợp kết quả đánh giá Metacritic. Samuel Bass của NextGen nói về phiên bản PlayStation trong ấn bản tháng 1 năm 2001, "Apocalypse Now nhỏ bé bằng nhựa này có thể tồn tại trong thời gian ngắn, nhưng nó vẫn rất thú vị". Năm ấn bản sau, Jim Preston gọi phiên bản PS2 là "tựa game Army Men đẹp nhất từng được tạo ra và thực sự cũng khá thú vị. Chúng tôi cũng ngạc nhiên như bạn vậy".
2 Barrel Fugue của tạp chí GamePro số ra tháng 12 năm 2000 đã nói về phiên bản PlayStation như sau, "Với đồ họa tầm thường và âm thanh không mấy ấn tượng, Army Men: Air Attack 2 không tệ, nhưng vẫn không thể mang lại cho bạn những ngày hè dài khi tất cả những gì bạn cần là một thế giới mở và một chút trí tưởng tượng". Sáu số sau, Four-Eyed Dragon nói về phiên bản PlayStation 2, "Nếu bạn đang tìm kiếm game bắn súng chiến đấu đậm chất hành động trên bầu trời --- phong cách nhựa --- hãy đăng ký chuyến tham quan làm nhiệm vụ với Air Attack 2. Bạn sẽ không thất vọng đâu".
Game nhận được những đánh giá trên trung bình, với 75% từ Metacritic. GameSpot đã coi game là một sự thất vọng lớn bởi vì nó "có tiềm năng trở thành một trò chơi cực hay". IGN đã ca ngợi game vì sự cải tiến so với người tiền nhiệm nhưng nghi ngờ hướng đi tiếp theo của nó.